# Caloptilia ingrata
Caloptilia ingrata är en fjärilsart som beskrevs av Paolo Triberti 1989. Caloptilia ingrata ingår i släktet Caloptilia och familjen styltmalar.
Artens utbredningsområde är Tanzania. Inga underarter finns listade i Catalogue of Life.